# المعزبة (مناخة)

تعديل مصدري - تعديل

المعزبة هي إحدى قرى عزلة بني جربن بمديرية مناخة التابعة لمحافظة صنعاء، بلغ تعداد سكانها 95 نسمة حسب تعداد اليمن لعام 2004.